# Суровцево
Су́ровцево (рос. Суровцево) — присілок у складі Нюксенського району Вологодської області, Росія. Входить до складу Городищенського сільського поселення.

## Населення
Населення — 22 особи (2010; 31 у 2002).
Національний склад (станом на 2002 рік):
- росіяни — 100 %